# Willi Repke

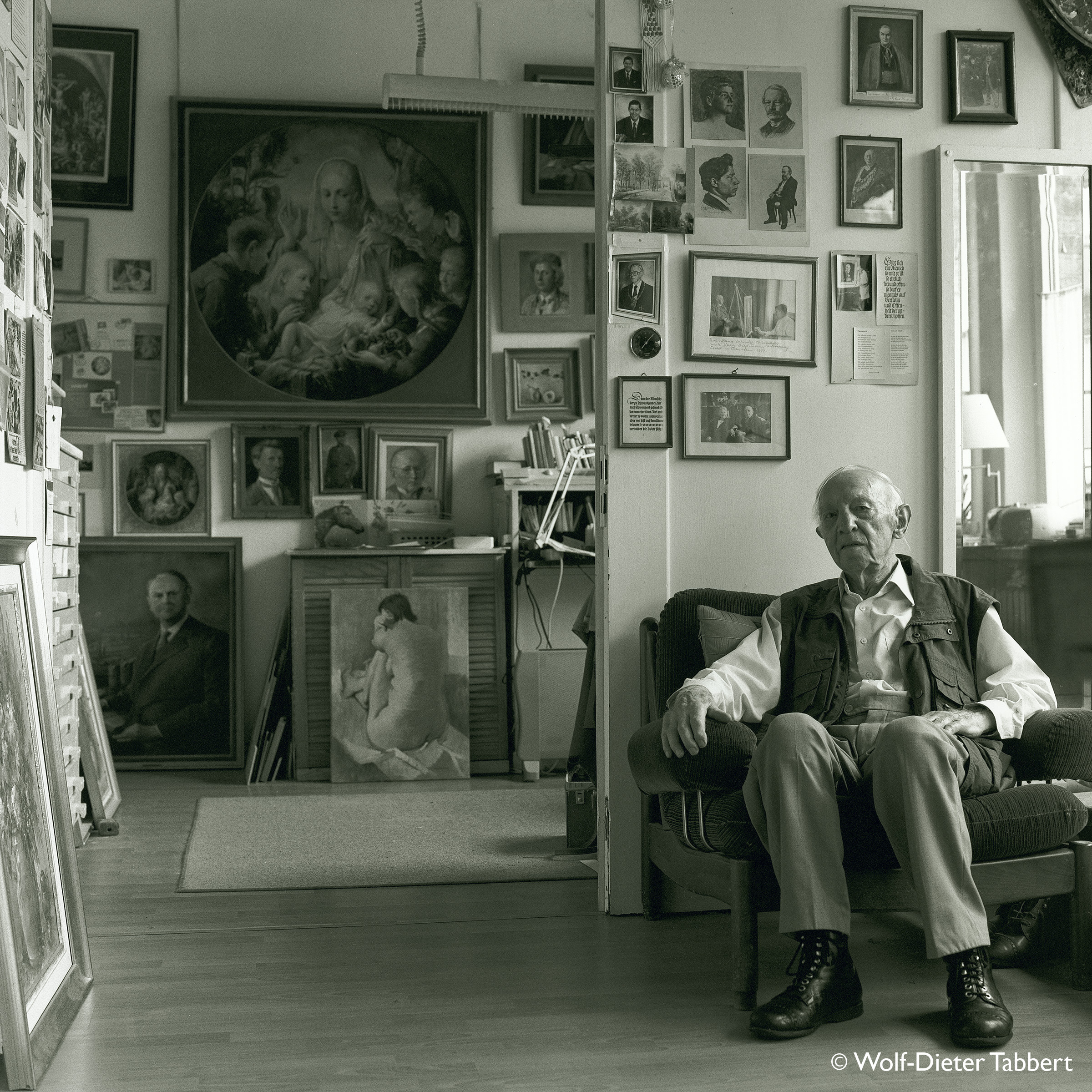
Willi Repke (2008)

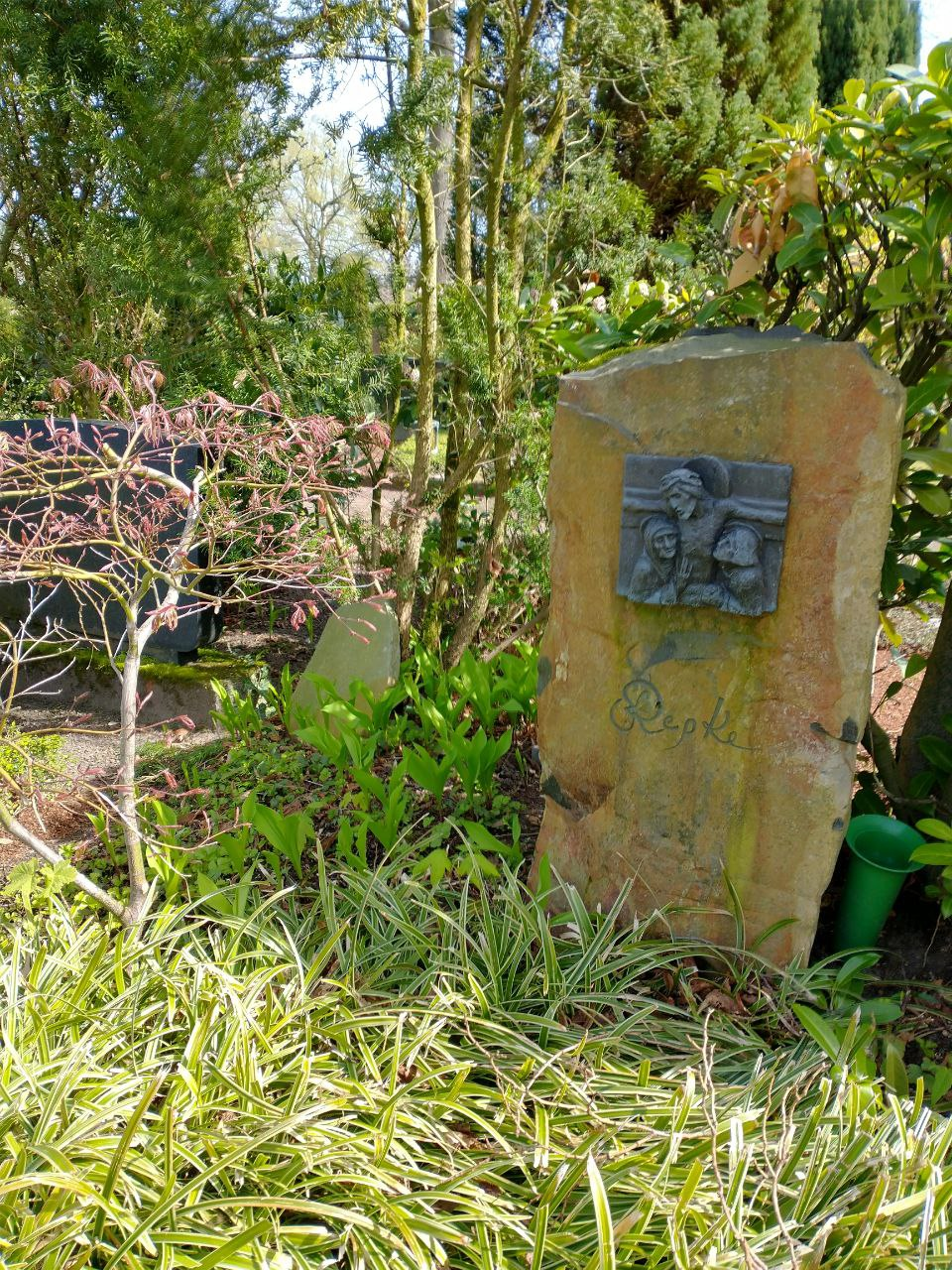
Grabstätte Familie Repke, Bronzerelief von Hans Schmitz-Wiedenbrück, Basaltstein aus dem Jahr 2009, Datum des Reliefs unbekannt

Willi Repke (* 7. Mai 1911; † 15. Mai 2009 in Rheda-Wiedenbrück) war ein Kunstmaler aus Wiedenbrück.
Willi Repke galt als der letzte Vertreter der Wiedenbrücker Schule.
Er war der Sohn des Künstlers Heinrich Repke (* 1877 in Werne; † 1962 in Wiedenbrück), der in Wiedenbrück ein Atelier für christliche Kunst besaß. Gemeinsam mit Hans Schmitz-Wiedenbrück ging Repke bei seinem Vater in die Lehre. Später studierte er an Kunstakademien in Kassel, Florenz und München. Durch seine Blumenstillleben wurde er überregional bekannt. Weitere künstlerische Schwerpunkte fanden sich in der Landschafts-, Tier- und Porträtmalerei sowie der christlichen Motivik, wobei er sich unterschiedlicher Maltechniken bediente. Zahlreiche Porträts regionaler Bekanntheiten entstanden durch seine Hand. In der Zeit des Nationalsozialismus wurden zwischen 1940 und 1944 insgesamt zwölf seiner Werke auf der Großen Deutschen Kunstausstellung ausgestellt. Hierbei handelt es sich um Landschafts- und Bauerngemälde sowie Stillleben.

## Werke (Auswahl)
- Sommerblumen (Große Deutsche Kunstausstellung 1940)
- Heimkehr am Abend (Große Deutsche Kunstausstellung 1941)
- Pollhansmarkt (alternativer Titel: Westfälischer Pferdemarkt, Große Deutsche Kunstausstellung 1942)[5]
- Sommerabend in der Schwemme (Große Deutsche Kunstausstellung 1943)
- Nahendes Unwetter (Große Deutsche Kunstausstellung 1944)

## Weblink
- Wiedenbrücker Schule Museum